# Daniel Licht
 (mai 2020).
Si vous disposez d'ouvrages ou d'articles de référence ou si vous connaissez des sites web de qualité traitant du thème abordé ici, merci de compléter l'article en donnant les références utiles à sa vérifiabilité et en les liant à la section « Notes et références ».
Pour les articles homonymes, voir Licht (homonymie).
Daniel Licht est un compositeur américain né le 13 mars 1957 à Détroit (Michigan) et mort à Topanga, en Californie, le 2 août 2017.
Tout d'abord compositeur pour des films d'horreur, il est principalement connu pour avoir composé la musique de la série télévisée Dexter et la bande originale des jeux vidéo Dishonored, sa suite et son standalone.

## Biographie
Daniel Licht est né à Detroit dans le Michigan. Il a grandi dans la banlieue de Detroit et a fréquenté la Roeper School (en), ainsi que des cours d'été à la Berklee School of Music (en) de Boston. Il a commencé à jouer de la musique à l'âge de huit ans avec comme premier instrument une clarinette. Il a débuté la guitare quatre ans plus tard. Il a commencé sa carrière musicale alors qu'il était encore au lycée, jouant de la guitare avec un petit ensemble de jazz dans des clubs de la région. Après avoir obtenu son diplôme d'études secondaires, il fréquente le Hampshire College (en) dans le Massachusetts et obtient son diplôme en composition, jazz et musique du monde. Licht a ensuite déménagé à New York et s'est établi comme artiste musical dans la scène créative du Lower East Side. Il se rend en Allemagne, aux Pays-Bas et en Europe du Nord pour jouer et composer de la musique pour des compagnies de théâtre et de danse. Il a créé des partitions pour des sociétés telles que Mercedes-Benz, Sony et AT & T.
Il a ensuite déménagé à Los Angeles et a démarré une carrière dans la composition de musique de films, à la suggestion de son ancien camarade de classe, Christopher Young. Son premier projet majeur est le long métrage Children of the Night sorti en 1991.
Licht a composé la musique de toutes les saisons de Dexter, qu’il considérait comme l’un de ses "projets les plus visibles".
De 2012 à 2015, il a été le compositeur principal de la série de jeux vidéo Silent Hill, remplaçant Akira Yamaoka, jusqu'à ce que Konami, décidant de s'éloigner de l'industrie des jeux vidéo sur console de salon, mette fin à la série des Silent Hill. Il a également composé la bande originale du jeu vidéo Dishonored, sorti en 2012, et de sa suite, Dishonored 2 sorti en 2016.
Le 2 août 2017 Daniel Licht est décédé d'un sarcome chez lui à Topanga, en Californie, à l'âge de 60 ans.
Dishonored : La Mort de l'Outsider (jeu dont il a aussi signé la partition et qui est sorti après son décès) est dédié à sa mémoire.

## Filmographie

### Cinéma
- 1981 : Atrapados  de Matthew Patrick
- 1991 : Les Enfants des ténèbres (Children of the Night) de Tony Randel
- 1991 : Hors contrôle (Severed Ties) de Damon Santostefano
- 1992 : Amityville 1993 : Votre heure a sonné (Amityville 1992: It's About Time) de Tony Randel
- 1992 : Les Démons du maïs 2 : Le Sacrifice final (Children of the Corn II: The Final Sacrifice) de David Price
- 1992 : Final Embrace de Oley Sassone
- 1992 : Double Vision
- 1993 : Roses mortelles (Acting on Impulse) de Sam Irvin
- 1993 : Ticks (Infested) de Tony Randel
- 1993 : Where Are We? Our Trip Through America (documentaire) de Rob Epstein et Jeffrey Friedman
- 1993 : Amityville : Darkforce (Amityville: A New Generation) de John Murlowski
- 1993 : Necronomicon de Brian Yuzna, Christophe Gans et Shūsuke Kaneko
- 1994 : The Hard Truth de Kristine Peterson
- 1995 : Les Démons du maïs 3 : Les Moissons de la Terreur (Children of the Corn III: Urban Harvest) de James D.R. Hickox
- 1996 : Hellraiser: Bloodline de Kevin Yagher
- 1996 : Les Flambeurs (The Winner) de Alex Cox
- 1996 : La Peau sur les os (Thinner ) de Tom Holland
- 1996 : Bad Moon de Eric Red
- 1998 : Permanent Midnight de David Veloz
- 1999 : Splendeur (Splendor ) de Gregg Araki
- 2001 : Cowboy Up de Xavier Koller
- 2001 : Soul Survivors de Stephen Carpenter
- 2010 : Beneath the Dark de Chad Feehan

### Télévision

#### Téléfilms
- 1995 : Zooman de Leon Ichaso
- 1996 : Sans alternative (Woman Undone) de Evelyn Purcell
- 1998 : The Patron Saint of Liars de Stephen Gyllenhaal
- 1998 : Le meilleur des mondes (Brave New World) de Leslie Libman et Larry Williams
- 1998 : Legion of Fire: Killer Ants! de Jim Charleston
- 1998 : Parasite mortel (Thirst) de Bill Norton
- 1999 : Don't Look Under the Bed (Don't Look Under the Bed) de Kenneth Johnson
- 1999 : Execution of Justice de Leon Ichaso
- 2000 : Cabin by the Lake de Po-Chih Leong
- 2000 : Hendrix de Leon Ichaso
- 2001 : Anatomy of a Hate Crime de Tim Hunter
- 2001 : Noël en été (Off Season) de Bruce Davison
- 2001 : L'Enfer à domicile (Video Voyeur: The Susan Wilson Story) de Tim Hunter
- 2004 : ABC's of Newborn Baby Care de Amanda Harvey
- 2004 : Allan Quatermain et la Pierre des ancêtres (King Solomon's Mines) de Steve Boyum
- 2005 : Icône (Frederick Forsyth's Icon) de Charles Martin Smith
- 2008 : L'Enfant du secret (The Memory Keeper's Daughter) de Mick Jackson
- 2008 : Gym Teacher: The Movie de Paul Dinello
- 2010 : Dumbstruck (documentaire) de Mark Goffman
- 2017 : Prise au piège dans ma maison (Tiny House of Terror) de Paul Shapiro

#### Séries télévisées
- 2003 : Oliver Beene
- 2005 : Jake in Progress
- 2005 : Kitchen Confidential
- 2005 : Dexter
- 2008 : Cashmere Mafia
- 2009 : Croqueuse d'hommes
- 2010 : Romantically Challenged
- 2011 : Humsafar
- 2012 : Body of Proof
- 2012 : Don't Trust the B---- in Apartment 23
- 2013 : Double Jeu
- 2014 : The Red Road

## Jeux vidéo
- 2012 : Silent Hill: Downpour
- 2012 : Dishonored
- 2012 : Silent Hill: Book of Memories
- 2016 : Dishonored 2
- 2017 : Dishonored : La Mort de l'Outsider